# پالاوان (جزیره)
پالاوان (انگلیسی: Palawan) یکی از جزایر کشور فیلیپین در شرق آسیا است

## خصوصیات جغرافیایی
جزیره پالاوان ۱۲٬۱۸۹ کیلومتر مربع مساحت، ۴۳۰٬۰۰۰ نفر جمعیت دارد